# Ogród botaniczny Narodowego Uniwersytetu Leśnictwa Ukrainy
Ogród botaniczny Narodowego Uniwersytetu Leśnictwa Ukrainy – ogród botaniczny i arboretum we Lwowie, przy ulicy Generała Czuprynki 103, w dzielnicy Nowy Świat, w rejonie frankowskim.
Otoczenie Narodowego Uniwersytetu Leśnictwa Ukrainy zajmuje obszar 22,7 ha, ogród botaniczny to teren o powierzchni 10,8 ha. Został założony w 1954 po przeznaczeniu dawnej siedziby klasztoru bazylianów na Instytut Technologii Leśnej, który wówczas został połączony z Instytutem Agronomicznym.
Na terenie ogrodu znajdują się kwietniki, zasiewy naukowo-badawcze oraz niewielka szkółka leśna. Pełni on poza znaczeniem przyrodniczym funkcję dydaktyczno-naukową, pozwala studentom obserwować i przeprowadzać zabiegi konserwacji zieleni i drzewostanu, prowadzić ćwiczenia z zakresu aklimatyzacji i wprowadzania do kultury zasiewów rzadkich, cennych lub zagrożonych gatunków roślin. Ocenia się, że na terenie arboretum wprowadzono ok. 200 gatunków drzew i krzewów. Ponieważ ogród botaniczny bezpośrednio przylega do terenu uczelni i tworzonego przez nią miasteczka uniwersyteckiego toteż znajdują się tu budynki kampusu m.in. trzy budynki akademickie, muzeum drzewne, biblioteka, ambulatorium, sala sportowa, stołówka, kawiarenka oraz bursa.
W skład ogrodu wschodzi również arboretum założone w 1874 w otoczeniu Katedry Ekologii, ma ono powierzchnię 0,81 ha i znajduje się przy ulicy Olgi Kobylańskiej 1.
Narodowy Uniwersytet Leśny Ukrainy posiada również arboretum o powierzchni 5,7 ha, które znajduje się na północny zachód od wsi Stradcz.
22 lutego 1991 lwowskie arboretum zostało uznane dekretem Rady Ministrów Ukrainy za obszar chroniony o znaczeniu krajowym, jest ono również wpisane na listę Międzynarodowego Towarzystwa Ogrodów Botanicznych.